# Apostelcredo

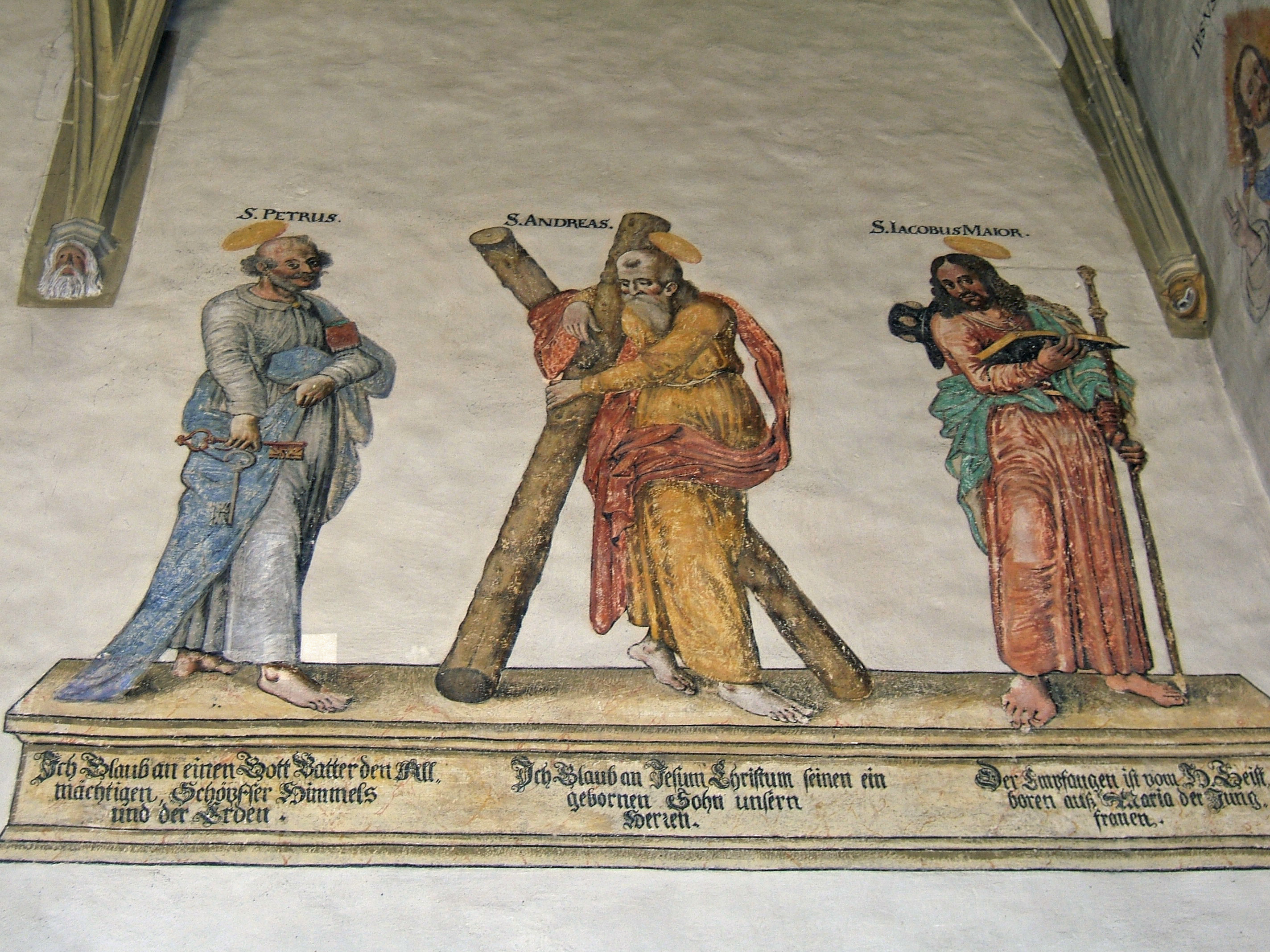
St.-Veit-Kirche Gärtringen, Apostel-Credo-Zyklus, Wandmalerei an der Chorsüdwand, um 1660

Mit Apostelcredo, auch Apostel-Credo (lat. Credo Apostolorum) wird in der Kunstgeschichte die bildliche oder figurale Darstellung des Apostolischen Glaubensbekenntnisses (lat. Credo) bezeichnet; dabei ist jedem der zwölf Apostel einer der zwölf Glaubenssätze zugeordnet. Sie findet sich überwiegend an den Wänden spätmittelalterlicher Kirchen. Außergewöhnlich, aber aufgrund der Bildthematik nicht gegen das reformierte Bilderverbot verstoßend, ist das Apostelcredo an der unteren Emporenbrüstung der evangelischen Kirche von Weiterode in Osthessen, deren Ausstattung im Stil des osthessischen Bauernbarock aus der Zeit zwischen 1720 und 1730 stammt. Es findet sich auch in der ursprünglichen, bald nach 1730 geschaffenen Emporenmalerei in der ev. Kirche zu Ausbach nahe Hersfeld.

## Entstehung
Die Vorstellung, dass die Apostel die Sätze des Apostolischen Glaubensbekenntnisses zusammengetragen hätten, findet sich erstmals um 400 in einem Text des frühchristlichen Autors Rufinus von Aquileia. In Texten des 6. Jahrhunderts wurde dann jedem einzelnen Apostel genau ein Satz zugeordnet. Später entstanden Legenden, denenzufolge sie die Zuordnung selbst getroffen hatten, bevor sie sich nach dem Pfingstwunder trennten und von Jerusalem aus zur Verbreitung des christlichen Glaubens in die Welt hinauszogen.

## Apostelzuordnung
Eine der gängigen Zuordnungen der Glaubenssätze in der Darstellung des Apostelcredos geht auf einen Legendentext vom Ende des 15. Jahrhunderts zurück, den der mittelalterliche Prediger und Autor Pelbartus verfasste. Dieser macht folgende Zuordnung:
| Apostel             | Glaubenssatz                                                                               |
| ------------------- | ------------------------------------------------------------------------------------------ |
| Petrus              | Credo in unum Deum, ... (Ich glaube an Gott, ...)                                          |
| Johannes            | Et in Jesum Christum, ... (und an Jesus Christus, ...)                                     |
| Jakobus der Ältere  | Qui conceptus est de Spiritu Sancto, ... (der vom Heiligen Geist empfangen ist, ...)       |
| Andreas             | Passus sub Pontio Pilato, ... (gelitten unter Pontius Pilatus, ...)                        |
| Philippus           | Descendit ad inferna (hinabgestiegen in das Reich des Todes)                               |
| Thomas              | Tertia die resurrexit a mortuis (Am dritten Tage auferstanden von den Toten)               |
| Bartholomäus        | Ascendit in caelos, ... (aufgefahren in den Himmel, ...)                                   |
| Matthäus            | Inde venturus est iudicare vivos ... (von dort wird er kommen zu richten die Lebenden ...) |
| Jakobus der Jüngere | Credo in spiritum sanctum (ich glaube an den Hl. Geist)                                    |
| Simon Zelotes       | Sanctam ecclesiam catholicam, ... (die hl. katholische Kirche, ...)                        |
| Judas Thaddäus      | remissionem peccatorum (die Vergebung der Sünden)                                          |
| Matthias            | carnis resurrectionem, ... (Auferstehung des Fleisches, ...)                               |

## Apostel-Propheten-Credo
Nicht selten finden sich auch Apostel-Propheten-Credo-Darstellungen, bei denen Propheten und Apostel die Glaubenssätze gemeinsam verkünden. Den zwölf Aposteln als Vertreter des Neuen Testamentes wird dabei eine gleiche Zahl von Propheten aus dem Alten Testament zur Seite gestellt. Es findet sich dann beispielsweise folgende Zuordnung:
| Apostel             | Glaubenssatz                             | Verknüpfte Propheten               | Bibelbezug |
| ------------------- | ---------------------------------------- | ---------------------------------- | --- |
| Petrus              | Ich glaube an Gott, ...                  | Mose, Jeremia                      | »Im Anfang schuf Gott Himmel und Erde« (Gen 1,1 ); »Er ist es, der die Erde erschaffen hat in seiner Kraft, der in seiner Weisheit das Festland gegründet und in seiner Einsicht den Himmel ausgespannt hat« (Jer 51,15 );                                       |
| Andreas             | Und an Jesus Christus, ...               | David                              | »Der Herr sprach zu mir: Mein Sohn bist du« (Ps 2,7 ); |
| Jakobus der Ältere  | Der empfangen ist vom Heiligen Geist ... | Jesaja                             | »Sehet, das junge Mädchen wird empfangen und einen Sohn gebären« (Jes 7,14 ); |
| Johannes            | Gelitten unter Pontius Pilatus ...       | Habakuk, Sacharja, Daniel          | »Strahlen entspringen seinen Händen; das ist die verbergende Hülle seiner Macht« (Hab 3,4 ); »Sie werden auf den blicken, den sie durchbohrt haben« (Sach 12,10 );                                                                                               |
| Thomas              | Niedergefahren ins Totenreich ...        | Jona, Hosea                        | »Ich wußte, daß du ein gerechter und barmherziger Gott bist« (Jona 4,2 ); »Aus der Gewalt des Totenreiches (Scheol) will ich sie erlösen, vom Tode sie befreien. Wo sind deine Seuchen, o Tod, wo deine Pest, Scheol?« (Hos 13,14 );                             |
| Jakobus der Jüngere | Aufgefahren gen Himmel ...               | Amos                               | »Er baut in den Himmel seinen Söller« (Amos 9,6 ); |
| Philippus           | Von wo er kommen wird, ...               | Joel, Maleachi, Weisheit, Zephanja | »Da sammle ich alle Völker und führe sie in das Tal Josaphat und rechte dort mit ihnen« (Joel 4,2 ); »Dann komme ich zu euch zum Gericht und werde als ein überraschender Kläger auftreten« (Mal 3,5 ); »Der Geist des Herrn erfüllt den Erdkreis« (Weish 1,7 ); |
| Bartholomäus        | Ich glaube an den Heiligen Geist;        | Amos, Joel                         | »Er baut in den Himmel seinen Söller« (Amos 9,6 ); »Darnach werde ich meinen Geist ausgießen über alles Fleisch« (Joel 3,1 ). |
| Matthäus            | Eine heilige, allgemeine Kirche, ...     | Zephanja, Micha                    | »Denn alsdann will ich den Völkern reine Lippen schaffen, daß sie alle den Namen des Herrn anrufen und ihm im selben Joch dienen« (Zef 3,9 ); |
| Simon               | Die Vergebung der Sünden;                | Jeremia, Micha, Maleachi           | »Dann, wenn ihr mich anruft und kommt und zu mir betet, werde ich euch erhören« (Jer 29,12 ); »Habe wiederum Erbarmen mit uns, zertritt unsere Missetaten, und in die Tiefe des Meeres wirf alle unsere Sünden« (Micha 7,19 );                                   |
| Judas Thaddäus      | Die Auferstehung des Fleisches;          | Ezechiel, Sacharja                 | »Ich hole euch heraus aus euren Gräbern« (Ez 37,12 ); |
| Matthias            | Und ein ewiges Leben                     | Daniel, Ezechiel                   | »Viele von denen, die im Staub der Erde schlafen, werden aufwachen, die einen zu ewigem Leben, die anderen zur Schmach, zu ewiger Schande« (Dan 12,2 ). |

## Darstellungen in der Kunst (Auswahl)
Bekannte Darstellungen des Apostelcredos finden sich beispielsweise in folgenden Kirchen in Deutschland, Österreich und der Schweiz:
- Kollegiatstift Ardagger
- Klosterkirche Blaubeuren (Skulpturen)
- Wallfahrtskirche St. Eusebius in Breil/Brigels
- Pfarrkirche St. Peter und Paul in Dollnstein (Fresken)
- St. Germanus in Stuttgart-Untertürkheim
- St.-Veit-Kirche in Gärtringen
- ehemals Barfüßerkirche in Göttingen, Barfüßeraltar (heute im Landesmuseum in Hannover)
- Kirche St. Magdalena in Judenburg, 14. Jh.[5]
- Kirche St. Martin in Memmingen
- Kirche Unser Frauen in Memmingen
- Kirche St. Lorenz in Nürnberg, Figurengruppe vom Meister der Nürnberger Apostel, Ende des 15. Jh.
- Credo-Zyklus in St. Georg (Ochsenhausen) (um 1784) von Johann Josef Anton Huber
- St.-Salvator-Kirche in Regensburg
- Stiftskirche St. Goar[6]
- St.-Georg-Kirche in Ulm
- Kirche Wiesendangen
- Kirche Winterthur-Veltheim
- Kirche Bubikon
- Kirche des Dominikanerinnenklosters Oetenbach, Zürich
- Kirche des Klosters Mariaberg bei Rorschach
- Ev. Kirche in Weiterode
- Evangelische Kirche Ausbach
- Kirche Maur (Glasgemälde von 1511, heute im Gotischen Haus in Wörlitz)[7][8]
- St. Stephan in Konstanz

Der Kupferstich Heilige Dreifaltigkeit und die Apostel mit dem Credo des Meister E. S. ist eine bekannte Variation des Apostel-Propheten-Credos.